# Черёмухово (Североуральский муниципальный округ)
Черёмухово — посёлок в Североуральском муниципальном округе Свердловской области России. С 1947 по 2004 год Черёмухово имело статус рабочего посёлка (посёлка городского типа).

## Географическое положение
Посёлок Черёмухово расположен в 22 километрах (по автодороге в 26 километрах) к северу от города Североуральска, на правом берегу реки Кедровой (правого притока Сосьвы). В окрестностях посёлка находится родник «Добрый», геоморфологические природные памятники — пещеры Усть-Кальинская и Тренькинская. В ясную погоду видна панорама вершин Главного Уральского хребта.

## История посёлка
В апреле 1935 года было открыто Черёмуховское бокситовое месторождение. В 1939—1940 годах месторождение было признано перспективным и началась его разработка. К концу 1943 года в посёлке функционировали пекарня, баня, столовая и началось строительство первого жилого дома на улице Калинина.
Сам посёлок был основан 2 апреля 1947 года Указом Президиума Верховного Совета РСФСР после объединения посёлков Черёмушка и Кедровая. В 1960 году было начато строительство бетонной автодороги в Североуральск. На шахте был построен самый высокий в России копёр из монолитного железобетона высотой 65 метра.
В 1952 году были открыты капитальные шахты № 8, № 9 и вертикальная шахта № 10 в 1961 году. С развитием бокситовых шахт развивался и посёлок, появляются детский сад № 5 и детский сад № 35. В 1987—1997 годах в посёлке появился спортзал, часть улиц Калинина и Ватутина обеспечены газом.
С марта 2001 года проводится лыжный фестиваль «Лыжня Лукьяновых».
С 31 декабря 2004 года рабочий посёлок Черемухово был отнесён к категории сельских населенных пунктов к виду посёлок.

## Крестовоздвиженский молитвенный дом
В 1998 году был построен деревянный однопрестольный молитвенный дом, освящённый в честь Воздвижения Креста Господня.

## Промышленность
Черёмухово — центр добычи бокситов, в отрасли заняты многие жители посёлка.

## Население
| 1959  | 1970  | 1979  | 1989  | 2002  | 2010  | 2011  |
| ----- | ----- | ----- | ----- | ----- | ----- | ----- |
| 6751  | ↗7915 | ↘7855 | ↗8024 | ↘7391 | ↘5988 | →5988 |
| 2021  |       |       |       |       |       |       |
| ↘4465 |       |       |       |       |       |       |